# Mallophora copelloi
Mallophora copelloi är en tvåvingeart som beskrevs av Gemignani 1930. Mallophora copelloi ingår i släktet Mallophora och familjen rovflugor. Inga underarter finns listade i Catalogue of Life.